# Ґріґоре Александру Ґіка
Ґріґоре Александру Ґіка (Grigore Alexandru Ghica; * 27 серпня 1807, Ботошані, Молдовське князівство — † 24 серпня 1857, Париж) — останній господар Молдовського князівства, правив у 1849-1853 і в 1854-1856 роках, двоюрідний племінник Григорія III Ґіка, син Олександра Ґіки, дід Владимира Ґіки. Прихильник об'єднання Дунайських князівств в одну державу.

## Біографія
Навчався в Парижі, по поверненню до Молдови був у ліберальній опозиції проти господаря Михайла Стурдзи, прихильника Росії; після падіння влади останнього (1849) став господарем Молдови (на термін у 7 років — згідно з Балталіманською угодою), сприяв заснуванню шкіл, поліпшенню шляхів сполучення.
Після вступу російських військ у Молдову (1853) втік до Австрії, але повернувся на престол після відступу росіян (1854). Прагнув реформувати все управління в прогресивному напрямку, але мало встиг зробити. Був прихильником об'єднання Молдови з Валахією.
У 1856 році закінчився термін повноважень Ґ.Ґіки, який не був продовжений. Натомість каймакамом (тимчасовим правителем, реґентом) Молдови став консерватор Теодор Балш (супротивник об'єднання Дунайських князівств), а після його раптової смерті (1857) — Ніколае Воґоріде (таких самих поглядів), які скасували всі реформи Ґ.Ґіки. 
Сам Ґіка відбув до Парижа, сподіваючись схилити Наполеона III втрутитися в румунські справи і припинити зловживання Воґоріде. Не отримавши аудієнції в Тюїльрі і не витримавши нападок з боку супротивників об'єднання Молдови та Валахії, наклав на себе руки.